# Añatuya
Añatuya es la ciudad cabecera del departamento General Taboada, provincia de Santiago del Estero, Argentina. Fue fundada el 5 de julio de 1912 por Manuel Taboada (homónimo del gobernador Manuel Taboada que murió en 1871).

## Toponimia
Su nombre proviene de la voz quichua, que significa "zorrino", de ahí que este sea el símbolo de la ciudad. Existen otras versiones que explican el nombre de la ciudad, una de las cuales asegura que viene del guaraní, "aña" = diablo y "tuya" = viejo = "diablo viejo".

## Festival de la Tradición
Añatuya es famosa por su Festival anual de la Tradición, que congrega a miles de personas y se lleva a cabo en el anfiteatro "Padre Suárez" de la plaza 27 de abril en el barrio Rivadavia. El festival se inició en 1969.

## Datos de interés

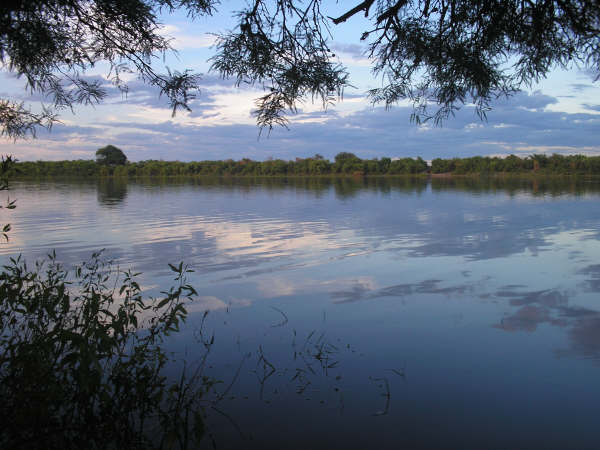
Laguna Los Pozos

Añatuya, al ser la ciudad cabecera del sur provincial, nuclea importantes instituciones financieras, hospitales y centros de salud, tribunales y gran cantidad de centros educativos.
Las principales arterias de la ciudad delimitan los barrios más populosos y céntricos, de los cuales algunos de ellos son:
Centro, La Merced, Rosso, Rivadavia, Manzione, San cayetano, Belgrano, Platense Oeste, Obrero, Colonia Osvaldo, Juan XIII, Villa Abregú, Villa Fernández, Santa Rafaela, San Jorge, Sportivo, Las Malvinas, Polo Norte, Santa Rita, Villa Nilda, Villa María, Tiro Federal, El Triángulo, El Bajo, Homero Manzi, Campo Rosso, La Leñera, 120 viviendas, Colonia San Francisco, Néstor Kirchner, Ramon Carrillo.

## Diócesis de Añatuya

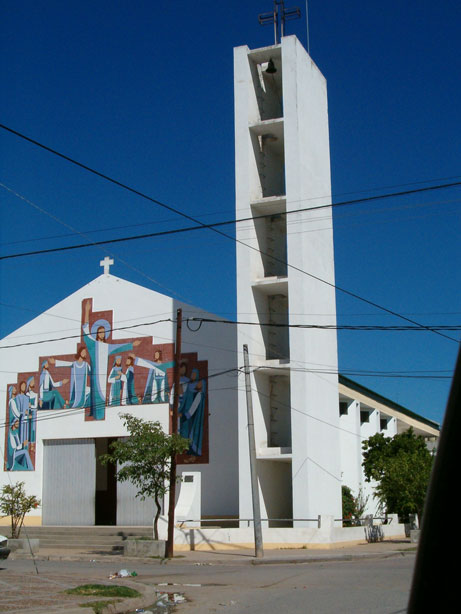
Catedral de la ciudad de Añatuya

La ciudad de Añatuya también es sede del obispado de la diócesis homónima. La diócesis de Añatuya fue creada el 10 de abril de 1961 por el papa Juan XXIII. Fue reconocida como tal por el Gobierno Nacional el 18 de septiembre de 1961, mediante el Decreto-ley N° 8328
El primer obispo de la diócesis fue Jorge Gottau (CSsR), sacerdote redentorista que tomó posesión el 1 de octubre de ese mismo año y estuvo al frente de la diócesis hasta el 19 de diciembre de 1992. Falleció el 24 de abril de 1994.
El segundo obispo fue Antonio Baseotto (CSsR), también redentorista, quien asumió el 20 de diciembre de 1992 y rigió pastoralmente la diócesis hasta el 19 de diciembre de 2002, fecha en que tomó posesión del Obispado Castrense.
El papa Juan Pablo II nombró el 4 de marzo de 2004 al tercer obispo de la diócesis Adolfo Armando Uriona (FDP), sacerdote de la Obra Don Orione, quien tomó posesión el 29 de mayo del mismo año. Más tarde, el papa Francisco trasladaría a monseñor Adolfo Uriona como obispo de Villa de la Concepción del Río Cuarto, en la provincia de Córdoba dejando vacante la diócesis de Añatuya. Durante casi un año de vacancia gobernó pastoralmente la diócesis el presbítero Hernán González Cazón en calidad de administrador diocesano. El 17 de octubre de 2015 el papa Francisco nombró como obispo de Añatuya a  monseñor José Melitón Chávez, quien se desempeñó en el cargo desde el 4 de diciembre de 2015 hasta 16 de octubre de 2019. Fue sucedido por José Luis Corral Peláez.
La diócesis, ubicada al este de la provincia de Santiago del Estero, comprende los departamentos de Copo, Alberdi, Mariano Moreno, Juan Felipe Ibarra (antes Matará), Figueroa (E), Taboada y Belgrano.
A la llegada de Monseñor Gottau encontró siete parroquias con un sacerdote en cada una de ellas y ningún religioso o religiosa. En 2020 contó con 24 parroquias, 34 sacerdotes y 97 religiosos y religiosas. Dos obispos de Añatuya, Mons. Adolfo Armando Uriona y José Luis Corral Peláez, presidieron la «Comisión Episcopal de Ayuda a las Regiones Más Necesitadas» de la Conferencia Episcopal Argentina .
La Diócesis de Añatuya comprende la zona más inhóspita de la provincia de Santiago del Estero con 68 000 km²., alrededor de 150 000 habitantes (una densidad de 2,20%), esta gran extensión y poca población hace que vivan en pequeños poblados y en ranchos aislados rodeados de monte.

## Población
Añatuya contaba con 23 286 habitantes (Indec, 2010), lo que representa un incremento del 14,9 % respecto de los 20 261 habitantes (Indec, 2001) del censo anterior. Por su población actual de aproximadamente es la quinta ciudad y cuarto aglomerado de la provincia.
En la ciudad de Añatuya nació el famoso autor de tangos, reconocido miembro y militante de la UCR y figura principal de FORJA, Homero Manzi.
| Gráfica de evolución demográfica de Añatuya entre 1960 y 2022 |
|                                                               |
| Fuentes: INDEC                                                |

## Sismo de Añatuya
El 2 de septiembre de 2011, un paraje a 30 km de Añatuya fue el epicentro de un sismo de 6,4 grados en la escala de Richter, aunque sin causar daños ni víctimas, ésta se registró a una profundidad de 600 km. El movimiento telúrico llegó a sacudir edificios altos en varias provincias, incluyendo la ciudad de Buenos Aires.

### Sismicidad
La sismicidad del área de Santiago del Estero es frecuente y de intensidad baja, y un silencio sísmico de terremotos medios a graves cada 40 años.
El 4 de julio de 1817 (207 años), sismo de 1817 de 7,0 Richter, con máximos daños reportados al centro y norte de la provincia, donde se desplomaron casas y se produjo agrietamiento del suelo, los temblores duraron alrededor de una semana. Se estimó una intensidad de VIII grados Mercalli. Hubo licuefacción con grandes cantidades de arena en las fisuras de hasta 1 m de ancho y más de 2 m de profundidad. En algunas de las casas sobre esas fisuras, el terreno quedó cubierto de más de 1 dm de arena.
Aunque la actividad geológica ocurre desde épocas prehistóricas, el sismo del 20 de marzo de 1861 (163 años) señaló un hito importante dentro de la historia de eventos sísmicos argentinos ya que fue el más fuerte registrado y documentado en el país. A partir del mismo la política de los sucesivos gobiernos provinciales y municipales han ido extremando cuidados y restringiendo los códigos de construcción. Pero solo con el terremoto de San Juan del 15 de enero de 1944 (81 años) los Estados provinciales tomaron real estado de la gravedad sísmica de la región.

## Parroquias de la Iglesia católica en Añatuya
| Diócesis   | Añatuya                                            |
| ---------- | -------------------------------------------------- |
| Parroquias | Catedral Nuestra Señora del Valle, San José Obrero |